# Dova
Francisca Dolz González (n. Tavernes de la Valldigna, La Safor, 31 de desembre de 1943), coneguda artísticament com a Dova, és una cantant pop valenciana. El seu nom artístic està format per les primeres lletres del seu primer cognom i el del seu marit, Joan Vallori.

## Trajectòria
Nascuda a Tavernes de la Valldigna (Safor), la seua família es trasllada a viure a València i posteriorment a Mallorca, on passa la seua joventut. La seua carrera professional comença el 1963, quan, bàsicament per necessitat econòmica, passa de fer de mestressa de casa a actuar en sales de festes del País Valencià i les Illes Balears, interpretant simultàniament temes en castellà i en català. La popularitat, però, no li arriba fins a la darreria dels anys seixanta, per la seua participació en els dos principals festivals de la cançó de l'Estat espanyol, el Festival de la Cançó Mediterrània, a Barcelona, el 1967 (on quedaria segona amb el tema "Com el vent", a 2 vots de la cançó guanyadora), i el de Benidorm, el 1968 (l'any del triomf de Julio Iglesias amb "La vida sigue igual"). El 1968 també assisteix com a convidada al Festival Orfeu d'Or de Bulgària.
El punt d'inflexió en la seua carrera va arribar el 1970, amb la intervenció en el programa de TVE Pasaporte a Dublín, que li va obrir les portes per participar en el Festival d'Eurovisió de l'any 1971. El concurs el guanya la cantant Karina, però Dova va poder-hi demostrar la seua versatilitat i qualitat vocal. La cançó "Los gitanos" es converteix en el seu tema més popular.
Però el seu gran salt internacional es va produir arran de les seues intervencions i triomfs absoluts en diversos festivals europeus. El 1970 forma part de la selecció espanyola d'intèrprets que va participar en el Festival de la Cançó de la Copa d'Europa, celebrat a Knokke-Heist (Bèlgica). També va participar, el 1971, al Festival de Brașov (Romania), on va aconseguir el Premi especial del jurat, i al Festival de Belgrad (República Federal Socialista de Iugoslàvia), on va ser guanyadora. La seua fama sobrepassa prompte els límits de l'Estat espanyol i arriba fins a Alemanya, Àustria, Polònia, Bulgària i en particular Romania.
Al començament dels anys vuitanta, Dova posa fi a la seua carrera com a cantant i torna a fer de mestressa de casa. Només tornarà a pujar als escenaris en alguns festivals benèfics.

## Discografia[5][6]
- La Búsqueda, 1963, EMI

1. La búsqueda
2. Un tango por favor
3. Ana María
4. Fiesta Brasileña

- Oir tu voz, 1963, EMI

1. Oir tu voz
2. Tengo una canción
3. Qué pequeńo es el cielo
4. A mi edad

- Com el vent – M'agradaría, 1967, Canigo
- La Gente, 1968, Sayton (EP)
- Corazón feliz – Digo si a la vida, 1968, Sayton
- Mr. Monday – Lo mejor que tu me has dado, 1970, Polydor
- Cançó catalana, 1971, Canigó

1. Com és que sóc així?
2. No tinc ajuda
3. Ho he de fer
4. Mai no es pot dir

- Para ti – Si fuera Domingo, 1971, Polydor
- He Ain't Heavy... He's My Brother – Los Gitanos, 1971, Polydor
- Lo vas a ver – Me despierto cantando tu nombre, 1971, Polydor
- Vete de mí – Hoy por primera vez, 1972, Polydor
- Cabaret – Tu canción, 1972, Polydor
- Lili Ivanova, 1973 (LP)
- Hay un mañana – Miraté, miramé, 1973, Polydor
- Como una estrella – Amistad, 1974, Polydor
- ¿Qué tiene la otra? – Una sola vez, 1977, EMI – Odeon
- Tengo ganas de cantar – Milagro en Toledo, 1977, Odeon
- Grandes éxitos, 1996, CD, Polydor

1. Los Gitanos
2. Hoy por primera vez
3. Hay un mañana
4. Si fuera Domingo
5. Para tí
6. Lo vas a ver
7. Vete de mí
8. Me despierto cantando tu nombre
9. Lo mejor que tu me has dado
10. Miraté, miramé